# Pachydelphus
Pachydelphus es un género de arañas araneomorfas de la familia Linyphiidae. Se encuentra en África subsahariana.

## Lista de especies
Según The World Spider Catalog 12.0:
- Pachydelphus africanus (Simon, 1894)
- Pachydelphus banco Jocqué & Bosmans, 1983
- Pachydelphus coiffaiti Jocqué, 1983
- Pachydelphus tonqui Jocqué & Bosmans, 1983